# 마마두 니앙
마마두 니앙(프랑스어: Mamadou Niang, 1979년 10월 13일 ~ )은 세네갈의 전 축구 선수로서, 포지션은 공격수이다.

## 선수 경력

### 클럽 경력
1999년 18세의 나이로 트루아 AC에 입단하였으며 2000-01 시즌부터 A팀에서 활약하기 시작하였으나 큰 활약을 보이지 못하고 2003년 FC 메스로 임대되었다. 메스에서 12경기에 출전하여 5골을 넣는 준수한 활약을 펼치자 당시 메스의 장 페르난데스 감독이 완전 영입을 추진하였으나, 이전에 이미 RC 스트라스부르로의 이적이 확정되면서 영입에 실패하였다.
스트라스부르에서 2005년 쿠프 드 라 리그 우승을 이끌고 올랭피크 드 마르세유로 이적하였다. 2010년 8백만 유로의 이적료로 페네르바체 SK로 이적할 때까지 마르세유의 주전 공격수로 활약하였으며 2009-10 시즌 득점왕에 오르기도 하였다. 2011년 9월, 7백 50만 유로의 이적료로 알사드 스포츠 클럽으로 이적하였다. 알사드로 이적한 뒤 한 달 후에 열린 2011 AFC 챔피언스리그 4강 1차전에서 수원 삼성 블루윙즈를 상대로 넣은 두 번째 골이 논란의 대상이 되기도 하였다.

## 참조
1. ↑  “수원-알사드 집단난투극 “세상에서 가장 지저분한 니앙의 골””. 동아일보. 2011년 10월 20일. 2011년 12월 17일에 확인함.